# David Ramseyer
Pour les articles homonymes, voir Ramseyer.
David Ramseyer, né le 11 janvier 1987 à Roanne (Loire), est un joueur franco-suisse de basket-ball. Il évolue au poste de pivot.

## Biographie
En juin 2011, il s'engage avec l'Hermine de Nantes Atlantique.
En août 2012, alors qu'il participe aux qualifications pour l'EuroBasket 2013 avec la Suisse, il est renvoyé par le sélectionneur en raison de plusieurs manquements aux règles de l'équipe.
Durant l'été 2014, il quitte la France et Boulazac pour la Suisse et les Lions de Genève. En février 2015, il remporte la coupe de Suisse. En mai 2015, il remporte le titre de champion de Suisse.
Après 4 saisons à Aix-Maurienne, il s'engage en 2023 avec Saint-Vallier en Nationale 1.

## Palmarès
- Vainqueur de la coupe de Suisse : 2015
- Champion de Suisse : 2015